# 25-та гвардійська мотострілецька дивізія (СРСР, ІІ формування)
25-та гвардійська мотострілецька Синельниково-Будапештська Червонопрапорна орденів Суворова і Богдана Хмельницького дивізія імені В. І. Чапаєва (25 гв. МСД, в/ч 03304) — військове з'єднання мотострілецьких військ Радянської армії, яке існувало у 1957—1992 роках. Дивізія створена 4 червня 1957 року, як 115-та гвардійська мотострілецька дивізія на основі 38-ї гвардійської механізованої дивізії у місті Лубни, Полтавська область. Дивізія мала статус кадрованої, тому була укомплектована особовим складом і технікою лише на 16% (2200 осіб) від штатної чисельності. Від 17 листопада 1964 року перейменована на 25-ту гвардійську мотострілецьку дивізію.
В 1986 році особовий склад дивізії був залучений до робіт з ліквідації наслідків катастрофи на Чорнобильській АЕС.

## Історія
Створена 4 червня 1957 року, як 155-та гвардійська мотострілецька дивізія на основі 38-ї гвардійської механізованої дивізії у місті Лубни, Полтавська область.
Реорганізація від 19 лютого 1962 року:
- створено 350-й окремий ремонтно-відновлювальний батальйон
- створено 000 окремий ракетний дивізіон

Від 17 листопада 1964 перейменовано на 25-ту гвардійську мотострілецьку дивізію.
У березні 1967 року, а за іншими даними — З грудня 1964, — надано почесну назву "імені В. І. Чапаєва", на честь радянського героя громадянської війни. Таким чином дивізія стала наступником традицій як 25-ї гвардійської стрілецької дивізії, так і однономерної 25-ї Чапаєвської стрілецької дивізії, яка припинила своє існування в обложеному Севастополі та розформованої в кінці липня 1942 (прапори частин втоплені в Чорному морі).
У післявоєнні роки 25-та гвардійська мотострілецька дивізія була однією з двох іменних дивізій Радянської Армії, названих за іменами командирів (поряд з Панфіловською — 8-ю гвардійською стрілецькою дивізією імені І. В. Панфілова).
У 1968 році 28-й окремий гвардійський саперний батальйон переформовано на 28-й окремий гвардійський інженерно-саперний батальйон.
Реорганізація від 15 листопада 1972 року:
- створено 1342-й окремий протитанковий артилерійський дивізіон
- створено 00 окремий реактивний артилерійський дивізіон - включений до складу артилерійського полку в травні 1980

У 1980 році 000 окремий моторизований транспортний батальйон було переформовано на 1090-й окремий батальйон матеріального забезпечення.
Від січня 1992 року перейшла під юрисдикцію України, де була переформована на 25-ту гвардійську механізовану дивізію.

## Структура
Протягом історії з'єднання його структура та склад неодноразово змінювались.

### 1960
- 132-й гвардійський мотострілецький полк (Лубни, Полтавська область)
- 136-й гвардійський мотострілецький полк (Лубни, Полтавська область)
- 426-й гвардійський мотострілецький полк (Лубни, Полтавська область)
- 280-й танковий полк (Гончарівське, Чернігівська область)[2]
- 53-й гвардійський артилерійський полк (Лубни, Полтавська область)
- 1175-й зенітний артилерійський полк (Лубни, Полтавська область)
- 130-й окремий розвідувальний батальйон (Лубни, Полтавська область)
- 28-й окремий гвардійський саперний батальйон (Лубни, Полтавська область)
- 34-й окремий гвардійський батальйон зв'язку (Лубни, Полтавська область)
- 000 окрема рота хімічного захисту (Лубни, Полтавська область)
- 242-й окремий санітарно-медичний батальйон (Лубни, Полтавська область)
- 000 окремий моторизований транспортний батальйон (Лубни, Полтавська область)

### 1970
- 132-й гвардійський мотострілецький полк (Лубни, Полтавська область)
- 136-й гвардійський мотострілецький полк (Лубни, Полтавська область)
- 426-й гвардійський мотострілецький полк (Лубни, Полтавська область)
- 280-й танковий полк (Гончарівське, Чернігівська область)[2]
- 53-й гвардійський артилерійський полк (Лубни, Полтавська область)
- 1175-й зенітний артилерійський полк (Лубни, Полтавська область)
- 000 окремий ракетний дивізіон (Лубни, Полтавська область)
- 130-й окремий розвідувальний батальйон (Лубни, Полтавська область)
- 28-й окремий гвардійський інженерно-саперний батальйон (Лубни, Полтавська область)
- 34-й окремий гвардійський батальйон зв'язку (Лубни, Полтавська область)
- 000 окрема рота хімічного захисту (Лубни, Полтавська область)
- 350-й окремий ремонтно-відновлювальний батальйон (Лубни, 	Полтавська область)
- 242-й окремий санітарно-медичний батальйон (Лубни, Полтавська область)
- 000 окремий моторизований транспортний батальйон (Лубни, Полтавська область)

### 1980
- 132-й гвардійський мотострілецький полк (Лубни, Полтавська область)
- 136-й гвардійський мотострілецький полк (Лубни, Полтавська область)
- 426-й гвардійський мотострілецький полк (Лубни, Полтавська область)
- 280-й танковий полк (Гончарівське, Чернігівська область)[2]
- 53-й гвардійський артилерійський полк (Лубни, Полтавська область)
- 1175-й зенітний ракетний полк (Лубни, Полтавська область)
- 000 окремий ракетний дивізіон (Лубни, Полтавська область)
- 1342-й окремий протитанковий артилерійський дивізіон (Лубни, Полтавська область)
- 130-й окремий розвідувальний батальйон (Лубни, Полтавська область)
- 28-й окремий гвардійський інженерно-саперний батальйон (Лубни, Полтавська область)
- 34-й окремий гвардійський батальйон зв'язку (Лубни, Полтавська область)
- 000 окрема рота хімічного захисту (Лубни, Полтавська область)
- 350-й окремий ремонтно-відновлювальний батальйон (Лубни, 	Полтавська область)
- 242-й окремий медичний батальйон (Лубни, Полтавська область)
- 1090-й окремий батальйон матеріального забезпечення (Лубни, Полтавська область)

### 1988
- 132-й гвардійський мотострілецький полк (Лубни, Полтавська область)
- 136-й гвардійський мотострілецький полк (Лубни, Полтавська область)
- 426-й гвардійський мотострілецький полк (Лубни, Полтавська область)
- 280-й танковий полк (Гончарівське, Чернігівська область)[2]
- 53-й гвардійський артилерійський полк (Лубни, Полтавська область)
- 1175-й зенітний ракетний полк (в/ч 21761, Лубни, Полтавська область)
- 000 окремий ракетний дивізіон (Лубни, Полтавська область)
- 1342-й окремий протитанковий артилерійський дивізіон (Лубни, Полтавська область)
- 130-й окремий розвідувальний батальйон (Лубни, Полтавська область)
- 28-й окремий гвардійський інженерно-саперний батальйон (Лубни, Полтавська область)
- 34-й окремий гвардійський батальйон зв'язку (Лубни, Полтавська область)
- 000 окрема рота хімічного захисту (Лубни, Полтавська область)
- 350-й окремий ремонтно-відновлювальний батальйон (Лубни, Полтавська область)
- 242-й окремий медичний батальйон (Лубни, Полтавська область)
- 1090-й окремий батальйон матеріального забезпечення (Лубни, Полтавська область)

## Розташування
- Штаб (Лубни): 50 01 20N, 33 00 39E
- Лубенські казарми: 50 01 18N, 33 00 58E - велика територія завширшки близько 2 км

## Оснащення
Оснащення на 19.11.90 (за умовами УЗЗСЄ):
- 132-й гвардійський мотострілецький полк: 10 Т-64, 9 БТР-60, 2 БМП-1, 2 БРМ-1К, 12 122-мм гаубиця Д-30, 1 ПРП-3, 3 1В18, 1 1В19, 5 Р-145БМ, 2 ПУ-12 та 1 МТ-55А
- 136-й гвардійський мотострілецький полк: 10 Т-64, 9 БТР-60, 2 БМП-1, 2 БРМ-1К, 12 122-мм гаубиця Д-30, 1 ПРП-3, 3 1В18, 1 1В19, 5 Р-145БМ, 2 ПУ-12 та 1 МТ-55А
- 426-й гвардійський мотострілецький полк: 10 Т-64, 19 БМП-1, 2 БРМ-1К, 3 БТР-60, 12 2С1 «Гвоздика», 2 БМП-1КШ, 1 ПРП-3, 3 РХМ, 2 МТП-2, 4 Р-145БМ, 2 ПУ-12, 1 МТУ-20 та 1 MT-55A
- 280-й танковий полк: 31 Т-64, 2 БМП-1, 2 БРМ-1К, 12 2С1 «Гвоздика», 2 БМП-1КШ, 1 ПРП-3, 2 Р-145БМ, 2 ПУ-12, 2 МТ-55А та 29 МТ-ЛБТ
- 53-й гвардійський артилерійський полк: 12 БМ-21 «Град», 2 ПРП-3, 3 1В18, 1 1В19 та 22 МТ-ЛБТ
- 1175-й зенітний ракетний полк: ЗРК «Куб» (SA-6)
- 130-й окремий розвідувальний батальйон: 10 БМП-1, 7 БРМ-1К, 6 БТР-60 та 2 Р-145БМ
- 34-й окремий гвардійський батальйон зв'язку: 9 Р-145БМ та 2 ПУ-12
- 28-й окремий гвардійський інженерно-саперний батальйон: 2 УР-67